# 易水翔麟
易水 翔麟（えきすい しょうりん）は、台湾の漫画家。台北市出身。復興美工彫刻科卒業。本名は湯翔麟。

## 作品

### 単行本
- 『反斗奇俠』（全2巻）
- 『霊異活現頑皮狗』（全1巻）
- 『冒険小英雄』（全6巻）
- 『漫画教学講座』（全1巻）
- 『旋風英雄榜』（全3巻）
- 『飛翼之筆』（全2巻）

### 教科書
- 『六角大王電脳輔助立体造型設計』
- 『正確学会painter的16堂』
- 『漫畫創作工房：ComicStudio 中文版』